# Lou A. Probsthayn
Lou A. Probsthayn (* 1960 in Ostberlin)  ist ein deutscher Schriftsteller, Verleger und Literaturveranstalter.

## Leben
Probsthayn studierte von 1984 bis 1988 Germanistik und Kunstgeschichte in Hamburg. Während seines Studiums engagiert er sich in der literarischen Szene Hamburgs. Er war Gründungsmitglied der Autorengruppe „PENG“ – einem Akronym für die Autoren Probsthayn, Reimer Eilers, Nicolas Nowack, Gunter Gerlach. Die Autorengruppe beschäftigt sich mit alternativen Präsentationsformen von Literatur.
Er war Mitglied der Künstlervereinigungen LAOLA-CLUB, FORUM DER 13 und Initiator und Unterzeichner des literarischen Manifests Hamburger Dogma.
Er ist Eigentümer und Geschäftsführer vom Literatur Quickie Verlag Hamburg. Grundlage zum Literatur Quickie Verlag ist die gleichnamige Veranstaltungsreihe, die wöchentlich eine Literaturlesung in der Hamburger Szenekneipe „Feldstern“ präsentierte. Mittlerweile finden die Lesungen an jedem letzten Sonntag im Monat im „Tafelspitz“ in Hamburg-Winterhude statt.
Probsthayn lebt mit seiner Familie in Hamburg.

## Preise und Auszeichnungen
- 1990, 1999 Literatur- und Förderpreis der Stadt Hamburg
- Preis des GangArt 91-Festivals für originäre Musik und Literatur, Krefeld
- 1996  Stipendium bei der Arno-Schmidt-Stiftung
- 2001 Sieger in der Sparte Prosa an der Literaturbörse beim Steirischen Herbst in Graz
- 2009 Literaturstipendium der Café Royal Kulturstiftung Hamburg aus dem Jahre 2009.
- 1997 Stipendium  der Kester-Haeusler-Stiftung
- 2019 Erneutes Literaturstipendium der Café Royal Kulturstiftung Hamburg
- 2020 Hamburger Zukunftsprämie für Independent Verlage aus Hamburg.
- 2021 Deutscher Verlagspreis 2021 durch die BKM

## Werke
Romane
- Drei Namen, eine Nacht. Klaus Nixdorf Verlag, 1984, ISBN 3-924376-04-2.
- Bei Anruf Wort. Kellner, Hamburg 1993, ISBN 3-927623-37-7.
- mit Gunter Gerlach: Sieben. Ars Vivendi, 1994, ISBN 3-927482-82-X.
- mit Gunter Gerlach  und Olaf Oldings: Weißer wurde über Nacht schwarz. Piper, München 1994, ISBN 3-492-11960-3.
- mit Gunter Gerlach  und Olaf Oldings: Lachgas im Airbag. Piper, München 1996, ISBN 3-492-22226-9.
- Dumm gelaufen. Achilla, Hamburg/Bremen 1996, ISBN 3-928398-32-6.
- Die Welt ist Hund. Achilla Verlag, Hamburg/Bremen 1997, ISBN 3-928398-43-1.
- Müll. Yedermann, München 2002, ISBN 3-935269-19-6.
- Hamburg von unten. Entdeckungsreisen in die Stadt unter der Stadt. L & H, 2004, ISBN 3-928119-73-7.
- Der Benutzer. Yedermann, München 2006, ISBN 3-935269-32-3.
- Hamburg geheim. Die unbekannten Seiten der Stadt. Boyens, 2008, ISBN 978-3-8042-1248-0.
- Sitzerei auf Waschbeton. Michason & May, Frankfurt 2013, ISBN 978-3-86286-027-2.

Ferner zahlreiche Kurzgeschichten in Anthologien.